# Punt (futbol amerykański)

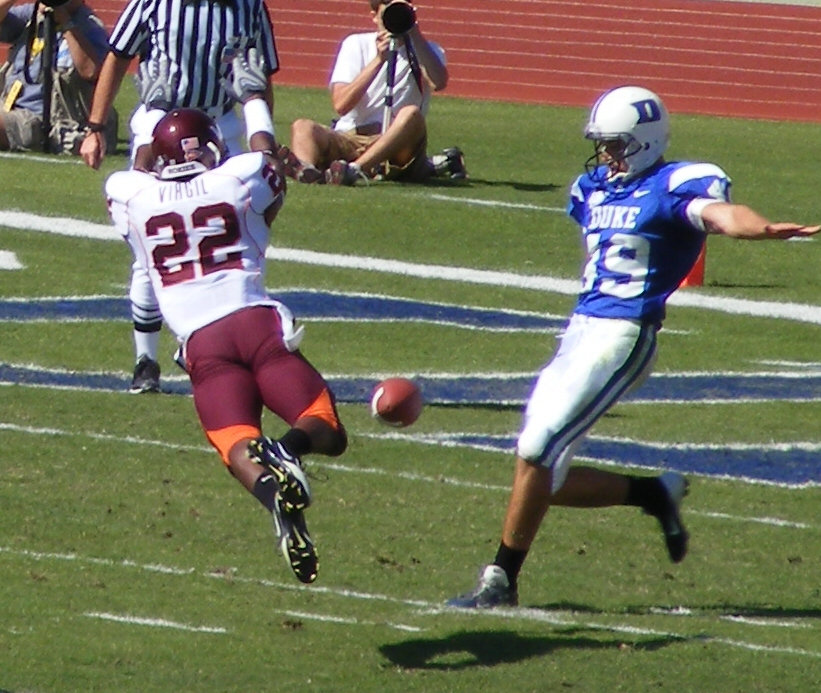
Punter (z prawej) wykonuje wykop, a wyskakujący obrońca próbuje zablokować uderzenie.

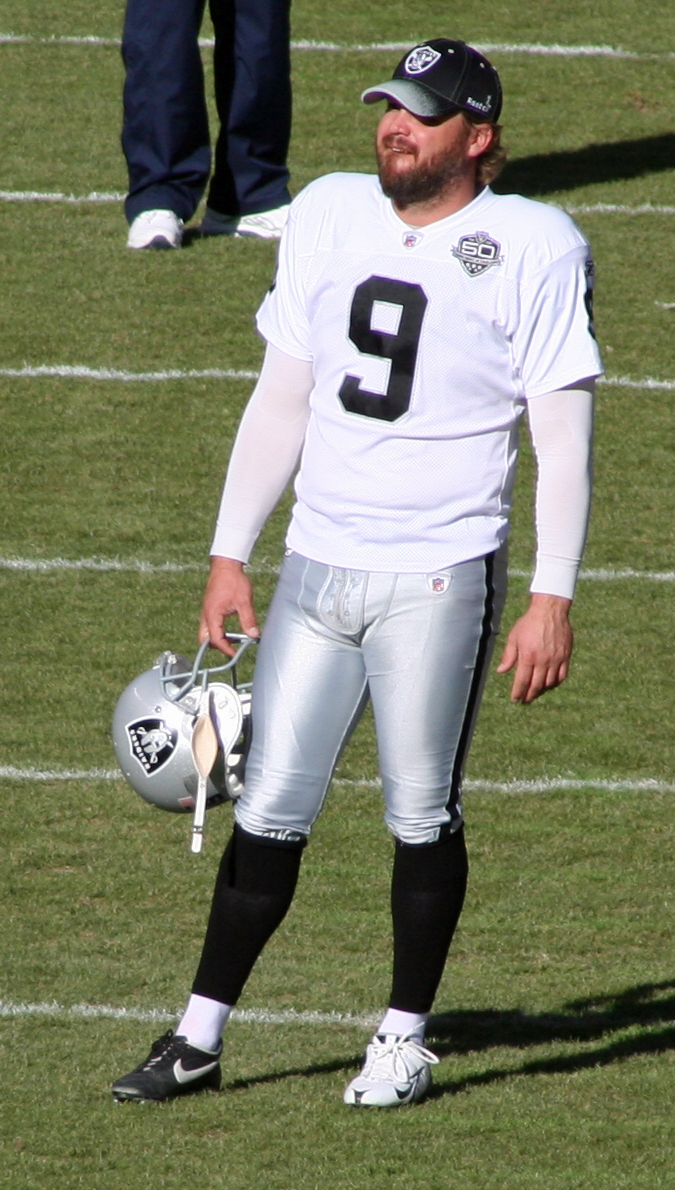
Punter Shane Lechler (Oakland Raiders) - rekordzista NFL w średniej długości punta w karierze (47,6 jarda).

Punt, wykop z powietrza – pojęcie w futbolu amerykańskim określające wykopanie piłki przez specjalizowanego zawodnika, puntera, w taki sposób, że przed kopnięciem nie upada ona na ziemię.
Punt wykonywany jest zazwyczaj podczas czwartej próby (4th down), gdy drużyna atakująca chce znacznie oddalić grę od własnego pola punktowego, a zbyt duży dystans (najczęściej ponad 60 jardów) nie pozwala na wykonanie udanego kopa na bramkę drużyny broniącej. Podczas wznowienia (snap) środkowy zagrywa piłkę do stojącego za nim w odległości 10-15 jardów puntera, który stara się kopnąć ją z powietrza jak najdalej w kierunku pola punktowego rywali.
Punt najczęściej kończy się, gdy:
- kopnięta piłka znajdzie się w polu punktowym drużyny przeciwnej i dotknie ziemi lub wyjdzie poza linię końcową boiska (odłożenie)
- piłka wyjdzie poza linię boczną pola gry - przeciwnik wznawia grę z linii jardu, na wysokości której piłka wyszła poza boisko
- gracz drużyny przeciwnej chwyta piłkę we własnym polu punktowym i awansuje z nią w celu zdobycia pola lub klęka na jedno kolano, by przerwać grę (odłożenie)
- gracz drużyny przeciwnej chwyta piłkę w polu gry i awansuje z nią
- gracz drużyny przeciwnej daje znak, machając wyprostowanym ramieniem, że chce chwycić piłkę bez przeszkód, nie awansując z nią (fair catch)

Gdy punt zostanie zablokowany (dotknięty przez gracza drużyny odbierającej) i piłka nie przekroczy linii wznowienia gry, zawodnicy obu drużyn mają prawo ją przejąć i kontynuować grę.
Nie jest możliwe bezpośrednie zdobycie punktów puntem jak w przypadku regularnego kopa na bramkę. Jeśli kopnięta przez puntera piłka trafi między słupy bramki drużyny przeciwnej, sędzia ogłasza odłożenie.
W rzadkich przypadkach może dojść do sytuacji, w której punt zostaje zamarkowany (fake punt) i punter zamiast wykonać wykop wykorzystuje nieprzygotowanie obrońców na tego typu zagranie podając piłĸę do któregoś z graczy ataku. W sezonie NFL 2011 punterzy wykonali 7 takich zagrań, z których tylko 2 zakończyły się sukcesem. Jedynie zagranie Shane'a Lechlera z Oakland Raiders doprowadziło do przyłożenia.

## Rekordowe zagrania
Najdłuższy punt w historii NFL należy do Steve'a O'Neala z New York Jets, który w 1969 roku posłał piłkę na odległość 98 jardów. Największa możliwa do osiągnięcia długość punta w NFL to 108 jardów.
Należy dodać, że długość punta w futbolu amerykańskim mierzona jest od linii wznowienia gry do najdalszego punktu w granicach boiska (bez pola punktowego), w którym zatrzyma się kopnięta przez puntera piłka (nawet po wcześniejszym kontakcie z boiskiem) lub punktu, w którym przechwyci ją któryś z zawodników. Oznacza to, że jeśli piłka nie zostanie złapana przez obronę przed uderzeniem w ziemię, dodatkowe jardy przebyte przez odbijającą lub toczącą się piłkę będą wliczone do długości wykopu.
Rekord świata w długości wykopu wynosi 108 jardów i należy do dwóch zawodników futbolu kanadyjskiego: Zenona Andrusyshyna (ustanowiony w 1977 roku) i Chrisa Milo (wyrównany w 2011). Najdłuższy możliwy punt w tej odmianie sportu to 129 jardów.
Po przechwyceniu piłki kopniętej przez puntera przeciwnicy mogą z nią awansować w celu zdobycia jak największej liczby jardów (punt return). Najdłuższy "powrót" z piłką po wykopie zakończony touchdownem (punt return TD) miał miejsce w kuriozalnych okolicznościach podczas meczu New Orleans Saints - Los Angeles Rams rozgrywanym w 1994 roku. W 4. kwarcie spotkania gospodarze wykonywali wykop z powietrza, po którym piłka wylądowała w polu punktowym drużyny z Los Angeles, ale mimo że wyraźnie zmierzała poza boisko, w ostatniej chwili zaskakująco odbiła się od murawy pozostając w grze. Zawodnicy Saints uznawszy wcześniej, że piłka z pewnością wyjdzie na aut i stanie się martwa (co sugerował jej lot), zaczęli powoli schodzić w stronę ławki rezerwowych. Gracz Rams Robert Bailey, zorientował się jednak, że gra nie została przerwana (według dzisiejszych przepisów sytuacja zakończyłaby się odłożeniem), przejął piłkę i po 103-jardowym biegu obok zdezorientowanych uczestników meczu zdobył touchdown stając się rekordzistą NFL (poprzedni - 98 jardów - został ustanowiony w 1933 roku).